# 宮下雄也
宮下 雄也（みやした ゆうや、1985年9月3日 - ）は、日本の俳優、タレントである。吉本興業所属のRUN&GUNのメンバーである。血液型はA型。身長174cm、体重90kg。大阪府出身。

## 来歴
浅倉大介プロデュースのダンスユニットD.A.N.Kメンバーとして2000年より活動。2001年、よみうりテレビのオーディション番組『スタパー!!』にて上山竜司、米原幸佑、永田彬と共にRUN&GUNを結成。同年7月4日にシングル『LAY-UP!!』でCDデビューを果たす。現在は俳優業を主とし、舞台を中心に活動している。
2010年10月、バラエティ『めちゃ×2イケてるッ!』新メンバーオーディションを受けるも三次審査で落選し、マネージャーから連絡を受けた際、マネージャーに怒られベランダで号泣したという。
2015年4月からゲストを招くトークイベント「今月の宮下雄也」を毎月行っている（2020年4月から2022年2月までは新型コロナウイルスの流行に伴い休止していた）。
2023年6月5日、劇団かもめんたるへの入団を発表した。

## 人物
- 趣味はギター・美術鑑賞・読書・ダンス・ハーモニカ・会話・縄跳び。特技はギター。
- 好きな食べ物は山芋、たこ焼き。
- 実家で「きなこ」という猫を飼っている。
- グループではトークのまとめ役的存在で、イベントでMCをすることが多い。
- 俳優の滝口幸広、佐藤永典の大ファンであり、2人がWebで配信していた「テキパキいこうぜ！」2012年12月9日のゲストで、2人のことをプレゼンした。
- 『遊戯王5D's』の主人公、不動遊星役を務めたことへの思い入れは深く、自分以外にはやらせないと語っている[5]。ストラクチャーデッキ『シンクロン・エクストリーム』のCMでは一部のみ担当するところを、無理を言って全部声を当てた[6]。

- 遊星の叫び声の演技の練習を自宅でしていたところ、隣人に本気で心配されて玄関まで駆け付けられたという逸話がある[7]。

- 姉が一人いる。
- 居酒屋でから揚げ用のサワガニを5匹280円で買って帰り、飼っていた。現在は1匹だけ生き残っている。

## 出演

### テレビドラマ
- 14才の母 第2話 - 第4話・第7話 - 第10話（2006年10月18日 - 11月1日・11月22日 - 12月13日、日本テレビ） - 週刊誌記者・稲葉真也 役
- 笑える恋はしたくない 第1話・最終話（2006年12月1日・15日・TBS） - AD・伊藤 役
- スペシャルドラマ「美ら海からの年賀状」（2007年12月14日、フジテレビ） - 飼育員・金城真 役
- 〜ジョーデキ!POP COMPANY〜POP屋（2008年4月・5月、フジテレビ） - 永田彬・米原幸佑と共にBLコントに出演
- 14歳〜千原ジュニア たった1人の闘い（2009年3月12日、テレビ東京） - 千原靖史（せいじ） 役
- 新・ミナミの帝王 銀次郎、ついに逮捕!?（2014年1月5日、関西テレビ）
- 慰謝料弁護士〜あなたの涙、お金に変えましょう〜 最終話（2014年3月27日、読売テレビ・日本テレビ系）
- 金曜プレステージ フジテレビ開局55周年スペシャルドラマ「森光子を生きた女〜日本一愛されたお母さんは、日本一寂しい女だった〜」（2014年5月9日、フジテレビ）
- Nのために 第3話（2014年10月31日、TBS）
- 逃げるは恥だが役に立つ 第10話・最終話（2016年12月13日・20日、TBS） - 電気屋 役
- 下北沢ダイハード 第8話「彼女が風俗嬢になった男」（2017年9月9日、テレビ東京） - パチンコタレント 役
- ミラー・ツインズ Season1 第6話（2019年5月11日、東海テレビ・フジテレビ系）
- ギリシャ神話劇場 神々と人々の日々（2020年4月7日 - 6月23日、TOKYO MX） - ベレロポン／ポセイドン／ヘパイストス／ヒュプノス 役
- 村井の恋（2022年4月6日 - 5月25日、TBS） - 辻先生 役
- ブラッシュアップライフ（2023年1月8日 - 3月12日、日本テレビ） - 加藤直人 役
- 忍者に結婚は難しい 第9話（2023年3月2日、フジテレビ） - 浅川啓吾 役
- だが、情熱はある 第2話（2023年4月16日、日本テレビ） - 米原 役[8]
- 弁護士ソドム 第2話（2023年5月5日、テレビ東京） - 木崎の部下 役
- 科捜研の女 season23 第6話（2023年9月20日、テレビ朝日） - 石岡健太 役[9]
- トラックガール 第1話（2023年10月12日、フジテレビ） - 今村 役
- 今日からヒットマン 第7話・最終話（2023年12月8日・15日、テレビ朝日） - ダルマ 役
- 正直不動産2 第2話（2024年1月16日、NHK総合・NHK BSプレミアム4K） - 中村隆史 役

### 映画
- ROUTE58（2003年5月24日、監督：倉持健一） - 大城勇基 役
- あそこの席（2005年9月3日、監督：中村義洋） - 井ノ原大輔 役
- 天使がくれたもの（2007年9月29日、監督：中田信一郎） - テルオ 役
- うた魂♪（2008年4月5日、監督：田中誠） - 大場渉太 役
- 10thアニバーサリー 劇場版 遊☆戯☆王 〜超融合!時空を越えた絆〜（2010年1月23日、監督：竹下健一） - 不動遊星 役（声の出演）
- 電人ザボーガー（2011年10月15日、監督：井口昇） - 秋月玄 役
- 犬の首輪とコロッケと（2012年1月28日、監督：長原成樹） - トシ 役
- TSY タイムスリップヤンキー（2012年2月11日、監督：中川通成） - 高校時代の荒木 役
- グラッフリーター刀牙（2012年7月14日、監督：藤原健一） - 友情出演
- 映画版 不毛会議（2013年4月20日、監督：なるせゆうせい） - 鬼頭 役[10]
- 潜伏 SENPUKU（2013年11月30日、監督：保坂延彦）
- 帰ってきたバスジャック（2017年7月8日、監督：藤原健一） - 郷野一郎 役
- レオン（2018年2月24日、監督：塚本連平）

### テレビ番組
- ビットワールド（2023年10月13日、NHK Eテレ） - ミヤ・ハン・キンポー 役

### Web配信
- 滝口幸広・宮下雄也or米原幸佑の『花の！85年組！～30歳になったイケメンたち～』（2015年8月 - 2017年7月、ニコニコチャンネル「スマボch」[11]）
- めがだん「めがね探偵 阿佐川クリス」（2017年7月1日、GYAO!）
- 朗読劇「ハンサム落語」ザ・リモート（2020年6月5日、ニコニコ生放送）
- リモートシアター『ムカウミライ』（2020年8月19日・20日・22日、ファンキャス） - ジー（19日・22日）役、艦長（20日）役[12]
- トラックガール 第1話（2023年7月19日、FOD） - 今村 役

### CM
- コナミデジタルエンタテインメント 遊☆戯☆王ARC-V オフィシャルカードゲーム ストラクチャーデッキ「シンクロン・エクストリーム」（不動遊星の声）

### 舞台
- 劇団赤鬼公演『リトル・ウェンズデイ』（2004年9月17日 - 19日）
- 劇団赤鬼 with RUN&GUN『Prisoner#5』（2004年11月）
- RUN&GUN-再編-theater odyssey 05-06 大人のエンターテイメント（2005年6月 - 2006年3月）
- 『ミュージカル エア・ギア』（2007年1月） - パック 役
- Mr. Very Good Man（2007年3月8日 - 18日）
- 『ミュージカル エア・ギア vs.バッカス Super Range Remix』（2007年5月3日 - 8日） - パック 役
- ケンコー全裸系水泳部 ウミショー（2007年8月2日 - 8日）
- 笑劇 モリエール!!! スガナレル（2007年10月19日 - 28日）
- RUN&GUN Stage『ブルーシーツ』（2008年1月9日 - 27日）
- 遊座『リンゴの木の下で〜昭和21年のジャズ』（2008年3月21日 - 26日）
- ブロードウェイミュージカル『PIPPIN』（2008年7月6日 - 16日）
- RUN&GUN Stage『YooSoRo!〜日本を変えたヤツらを変えたヤツら〜]（2008年10月17日 - 26日）
- 冒険者たち（2009年3月5日 - 15日）
- アクサル第10回公演『BANANA FISH』（2009年4月11日 - 12日、大阪/4月18日 - 19日、東京） - 奥村英二 役
- 音楽舞闘会 黒執事 〜その執事、友好〜（2009年5月28日 - 6月7日）
- 区民参加型ダンスエンタテインメント東京ダンスオペラ2009『Dark Angels 〜名前も持たない子どもたち〜』（2009年8月29日 - 30日）
- 『漂流教室 〜大人たちの放課後〜』（2009年9月12日 - 20日）
- 『輝け!主婦バンド FOUR RIVERS スモーク・オン・ザ・ウォーター2009』（2009年11月7日 - 15日）
- bpm公演『シーサイド・スーサイド』＆『ハイカラ』（2009年12月9日 - 13日）
- RUN&GUN Stage『僕らのチカラで世界があと何回救えたか』（2010年2月17日 - 22日、東京/2月25日 - 27日、大阪）
- 神保町花月×RUF×スターダストプロモーション特別公演「ダブルブッキング」（2010年2月28日） - 日替わりゲスト[13]
- 『ミュージカル エア・ギア vs.バッカス Top GearRemix』（2010年4月9日 - 16日） - パック 役
- 『冒険者たち』再演（2010年6月10日 - 13日、東京/6月19日 - 20日、名古屋）
- ニコニコミュージカル『クリスマスキャロル』（2010年12月22日 - 26日）
- THE RUN&GUN HORROR SHOW『バッカスの宴』（2011年2月2日 - 6日）
- AND ENDLESS 15th Anniversary『堕天・神殿・遅咲きの蒼』（2011年4月27日 - 5月5日）
- RAGTIME S&D session I『NEW WORLD／ESORA』（2011年6月8日 - 12日）
- 『戦国BASARA3』（2011年10月14日 - 16日、大阪/10月23日 - 30日、東京） - 小早川秀秋 役
- THE RUN&GUN Natale SHOW『バッカスの聖夜』（2011年12月14日 - 25日）
- SUGARBOY『Fruits』（2012年2月8日 - 19日）
- 時速246億vol.A『no.721』（2012年4月24日 - 5月2日）
- 月刊「根本宗子」第6号『恋に生きる人』（2012年5月9日 - 16日）
- MACBETH（2012年8月11日 - 19日、ラフォーレミュージアム原宿）
- Good morning No5 party live show 5『危険な女』（2012年9月13日 - 16日、下北沢駅前劇場）
- STRAIGHT ROCK PLAY 『4STRIKE』（2012年10月10日 - 20日、東京/10月23日 - 24日、大阪）
- 『「戦国BASARA3」-瀬戸内響嵐-』（2012年11月、東京ドームシティホール、イオン化粧品シアターBRAVA!） - 小早川秀秋 役
- ライチ☆光クラブ（2012年12月、紀伊國屋ホール） - ヤコブ 役
- 舞台版 不毛会議（2013年1月、CBGKシブゲキ!!） - 鬼頭 役[14]
- 朗読劇「ハンサム落語」（2013年2月、シアターサンモール）
- ブルドッキングヘッドロックvol.23「少し静かに」（2013年4月、下北沢ザ・スズナリ）[15]
- 投稿演劇「根本宗子」『ひかる君ママの復讐』（2013年4月、BAR 夢）
- トーキョーハイライト『クライマックス』（2013年5月 - 6月、吉祥寺スターパインズカフェ）
- 舞台「BOYS★TALK」（2013年6月、全労済ホール スペース・ゼロ）
- 時速246億vol.A『no.721』（再演）（2013年7月、赤坂レッドシアター、名古屋・テレピアホール
- 朗読劇「ハンサム落語」第二幕（2013年8月、赤坂REDシアター）
- RE-INCARNATION　RE-BIRTH（2013年9月、シアター1010） - 孫権仲謀 役
- Midnight Traveller（2013年10月、ブディストホール）[16]
- carne『売春捜査官』（2013年11月、OFF OFFシアター）[17]
- ライチ☆光クラブ 再演（2013年12月、AiiA Theater Tokyo） - ヤコブ 役
- 朗読劇「ハンサム落語」第三幕（2014年2月6日 - 11日、赤坂REDシアター/2月15日・16日、大阪 テイジンホール）
- 『「戦国BASARA3」-咎狂わし絆-』（2014年4月、EX THEATER ROPPONGI、中日劇場、シアターBRAVA!） - 小早川秀秋 役
- 朗読劇「ハンサム落語」第四幕（2014年5月14日 - 18日、CBGKシブゲキ!!）
- トーキョーハイライト『俳優・美濃部輝久』（2014年5月27日 - 6月1日、駅前劇場）[18]
- 相思相愛ユニットなかやざき『フランダースの負け犬』（2014年7月10日 - 21日、シアターサンモール）[19]
- 「ジーザス・クライスト・レディオ・スター」～俺が彼女<やつ>を救う!!～（2014年8月13日 - 17日、こくみん共済coopホールスペース・ゼロ）
- 『ダンガンロンパ THE STAGE〜希望の学園と絶望の高校生〜』（2014年10月29日 - 11月3日、日本青年館・大ホール：2016年6月16日 - 7月16日に全国で再演） - 桑田怜恩 役
- ソラリネ。#15『ニンギョヒメ』（2014年11月26日 - 30日、相鉄本多劇場）[20]
- 朗読劇「僕とあいつの関ヶ原」（2014年12月14日 - 15日、天王洲 銀河劇場） - 小早川秀秋 役
- 舞台「BOYS★TALK」第二弾（2014年12月25日 - 28日、新宿FACE） - ゆうた役
- 朗読劇「ハンサム落語」第五幕（2015年2月 - 3月、赤坂REDシアター、テイジンホール 他）
- 時速246億 『春の桜まつり2015「爆笑なりきり紅白歌合戦」』（2015年4月11日、新宿村LIVE）[21]
- ムッシュ・モウソワール「ブラック・ベルト」（2015年5月5日 - 9日、渋谷区分化総合センター大和田 伝承ホール）
- 殺意の衝動 〜なぜ殺すのか?それが生きてる証明だから〜（2015年、6月3日 - 7日、全労済ホール スペース・ゼロ） - 筧憲男 役
- 朗読劇「ハンサム落語」第6幕（2015年6月 - 7月、東京:CBGKシブゲキ!!/大阪:テイジンホール）
- マーリープロジェクト旗上げ公演「golem、胎児、形なきもの」（2015年6月30日 - 7月5日、サンモールスタジオ） - 主演
- 朗読劇「僕とあいつの関ヶ原」（再演）（2015年8月5日、天王洲 銀河劇場） - 小早川秀秋 役
- 舞台 増田こうすけ劇場 ギャグマンガ日和（2015年9月16日 - 21日、博品館劇場） - 普通田父之介 役
- 月刊「根本宗子」再び第7号『今、出来る、精一杯。』（2015年10月23日 - 30日、テアトルBONBON）[22]
- 逆転裁判2 〜さらば、逆転〜（再演）（2015年10月 - 11月、俳優座劇場、ABCホール） - 虎狼死家左右エ門 役
- 月刊「根本宗子」第11号『超、今、出来る、精一杯。』（2015年11月1日 - 8日、テアトルBONBON）[22]
- 夜の姉妹（2015年12月、品川プリンスホテルクラブeX、近鉄アート館）
- 渡邉紘平プロデュース「バックドア」旗揚げ公演『カウンターフェイト』～負け犬達の40億円～（2016年1月26日 - 31日、シアターKASSAI）[23]
- 朗読劇「ハンサム落語」第七幕（2016年2月、赤坂REDシアター、テイジンホール、CBGKシブゲキ!!）
- 大きな木の下で 〜あの頃俺らの毎日はウザいくらいアツかった〜（	2016年3月16日 - 21日、俳優座劇場）[24]
- 舞台 増田こうすけ劇場 ギャグマンガ日和 デラックス風味（2016年4月6日 - 10日、AiiA 2.5 Theater Tokyo） - 普通田父之介 役
- ムッシュ・モウソワール 第2回来日公演「レッド・ジャケット」（2016年5月11日 - 15日、草月ホール） - 労働者 役[25]
- ダンガンロンパ THE STAGE〜希望の学園と絶望の高校生〜2016（2016年6月 - 7月、Zeppブルーシアター六本木、東海市芸術劇場、サンケイホールブリーゼ、関内ホール 大ホール） - 桑田怜恩 役
- ミュージカル「三銃士」（2016年8月、日生劇場） - バッキンガム公爵 役
- 宮下雄也誕生日公演「サーティワン」（2016年9月2日 - 4日、神保町花月） - 主演[26]
- キティエンターテインメント プレゼンツ「光の光の光の愛の光の」（2016年9月28日 - 10月2日、CBGKシブゲキ!!）[27]
- 裁判長!ここは懲役4年でどうすか 2016（2016年10月19日 - 23日、全労済ホール／スペース・ゼロ） - 木暮透 役
- 朗読劇「ハンサム落語」第八幕（2016年11月、CBGKシブゲキ!!、テイジンホール）
- 空想組曲vol.13 変則短篇集「組曲『遭遇』」（2016年12月13日、サンモールスタジオ） - 日替わりゲスト[28]
- 江古田のガールズ「パル子の激情」（2017年1月20日 - 22日、本多劇場）[29]
- 舞台 増田こうすけ劇場 ギャグマンガ日和 〜奥の細道、地獄のランウェイ編〜（2017年2月15日 - 21日、ラフォーレミュージアム原宿） - 浅野内匠頭 役[30]
- オトメのオモチャ（2017年3月23日 - 27日、CBGKシブゲキ!!）[31]
- キティエンターテインメント×東映 プレゼンツ SHATNER of WONDER #5「破壊ランナー」（2017年4月21日 - 30日、Zeppブルーシアター六本木）[32]
- 文劇喫茶シリーズ 第1弾「それから」（2017年5月13日、俳優座劇場） - 日替わりゲスト[33]
- ALL OUT!! THE STAGE（2017年5月25日 - 6月4日、Zepp ブルーシアター六本木） - 江文優 役
- キティエンターテインメント×東映 Presents SHATNER of WONDER #6「遠い夏のゴッホ」（2017年7月、天王洲 銀河劇場、森ノ宮ピロティホール）[34]
- ティーファクトリー「エフェメラル・エレメンツ」（2017年9月22日 - 10月3日、吉祥寺シアター）[35]
- 朗読劇「ハンサム落語」第九幕（2017年10月11日 - 10月22日、シアターサンモール）
- 逆転検事 〜逆転のテレポーテーション〜（再演）（2017年11月2日 - 7日、全労済ホール スペース・ゼロ） - 地上弥一郎 役
- ゆく年く・る年冬の陣 師走明治座時代劇祭（2017年12月、明治座/2018年1月、梅田芸術劇場） - 三好清海入道 役
- 柿喰う客 2018年本公演「俺を縛れ!」（2018年1月24日 - 2月4日、本多劇場）[36]
- 火花〜Ghost of the Novelist〜（2018年3月 - 4月、紀伊國屋ホール / 5月、松下IMPホール）
- ジョーカー・ゲームII（2018年6月14日 - 20日、シアター1010 / 2018年6月23日 - 26日、メルパルクホール） - 逸見五郎 役
- 舞台 ハイスクール!奇面組2 ～嵐を呼ぶ変態ライバル対決～（2018年8月2日 - 10日、草月ホール） - 春曲鈍 役
- 舞台 増田こうすけ劇場 ギャグマンガ日和 向かい風 100％（2018年9月5日 - 9日、渋谷区文化総合センター大和田 伝承ホール） - マンガ博士 役
- tetsutaro produce vol.5「風の音聞こえず、鈴音が落ちる」（2018年10月3日 - 8日、小劇場B1）[37]
- 朗読劇「ハンサム落語」第十幕（2018年11月、CBGKシブゲキ!!、シアター朝日）
- RE-INCARNATION RE-COLLECT（2018年12月20日 - 27日、全労済ホール/スペース・ゼロ） - 孫権仲謀 役
- 神保町花月 アクティブリーディング「それから」（2019年1月17日 - 27日、神保町花月）[38]
- 神保町花月 「莫逆の犬」（2019年2月20日 - 3月3日、神保町花月）[39]
- 時速246億「ラビトン-rabbit on-」（2019年3月27日 - 31日、駅前劇場）
- “一騎討ちProject” produce by 清水一輝舞台「吼える」（2019年5月、CBGKシブゲキ!!、ABCホール）[40]
- 朗読劇「ハンサム落語」2ndシーズン（2019年7月20日 - 31日、赤坂REDシアター）
- スタンレーの魔女（2019年7月28日 - 8月8日、DDD AOYAMA CROSS THEATER） - 大平 役[41]
- 音楽朗読劇『ヘブンズ・レコード～青空篇～』2019（2019年9月、よみうりホール、松方ホール）[42]
- SUGARBOY 3rd「タイプ」（2019年8月24日 - 9月1日、赤坂REDシアター）[43]
- "ゲーム×演劇"舞台「ゲームしませんか? ～荒野行動～」（2019年10月30日 - 11月4日、スペース・ゼロ）[44]
- 神保町花月「詠み人知らず」（2019年12月5日 - 15日、神保町花月）[45]
- えんとつ町のプペル THE STAGE（2020年1月、AiiA 2.5 Theater Kobe、天王洲 銀河劇場）
- ミュージカル「SUPERHEROISM」（2020年3月23日、品川プリンスホテル クラブeX（他の公演は新型コロナの影響で開催自粛[46]）） - ゴーダ 役[47]
- 劇団かもめんたる 第9回公演「君とならどんな夕暮れも怖くない」（2020年7月21日 - 26日、駅前劇場）[48]
- DisGOONieS「エイリアンハンドシンドローム」（2020年9月2日 - 13日、DisGooNieS）[49]
- PERSONA5 the stage #2（2020年10月1日 - 4日、KT Zepp Yokohama / 10月17日 - 18日、サンケイホールブリーゼ） - 金城潤矢 役
- 舞台 ハイスクール!奇面組3 〜危機一髪!修学旅行編〜（2020年11月18日 - 23日、草月ホール） - 春曲鈍 役
- 舞台 賭博黙示録カイジ（2020年12月、京都劇場、ヒューリックホール東京） - 安藤守 役
- ハッピーハードラック（2021年3月24日 - 28日、シアターグリーン BIG TREE THEATER） - T2 役[50]
- 朗読劇「ハンサム落語」2021（2021年5月22日 - 31日、浅草花劇場）
- ミュージカル「SUPERHEROISM」（再演）（2021年6月18日 - 25日、日本青年館ホール / 7月3日 - 4日、COOL JAPAN PARK OSAKA WWホール） - ゴーダ 役[51]
- 劇団TEAM-ODAC 第37回本公演 【15周年記念公演】浦安鉄筋家族～子ども大戦争～（2021年7月10日 - 18日、こくみん共済 coop ホール / スペース・ゼロ） - 鈴木フグオ 役[52]
- ACTOR'S TRIBE ZIPANGプロデュース「シーボルト父子伝～蒼い目のサムライ～」（再演）（2021年8月4日 - 9日、ブディストホール）
- RUST RAIN FISH（2021年9月、紀伊國屋サザンシアター TAKASHIMAYA / 2021年10月、COOL JAPAN PARK OSAKA TTホール） - 永野(仮) 役[53]
- SUGARBOY 4th.「ゴールドマウンテン」（2021年11月19日 - 12月5日、新宿シアタートップス）[54]
- 幽幻道士 キョンシーズ THE STAGE（2021年12月8日 - 12日、新宿村LIVE）
- 劇団かもめんたる S.ストーリーズ公演 vol.1「S.ストーリーズ」（2022年1月19日 - 23日、座・高円寺1）[55]
- 舞台「灼熱カバディ」（2022年2月18日 - 27日、シアター1010） - 関隆太 役[56]
- 漫才ギャング -リローデッド-（2023年5月4日 - 21日、博品館劇場/6月2日 - 4日、COOL JAPAN PARK OSAKA TTホール）
- イッツフォーリーズ公演 ミュージカル『聲の形』（2023年10月4日 - 8日、サンシャイン劇場） - 永束友宏 役[57]
- シス・カンパニー公演「シラの恋文」（2023年12月初旬 - 中旬〈予定〉、京都劇場 / 12月中旬 - 下旬〈予定〉、キャナルシティ劇場 / 2024年1月初旬 - 末〈予定〉、日本青年館ホール）[58]
- ミュージカル「DEATH TAKES A HOLIDAY」（2024年9月28日 - 10月20日、東急シアターオーブ / 11月5日 - 16日、梅田芸術劇場 メインホール） - フィデレ 役[59]
- 劇団かもめんたる 第14回公演「生ガキと笛」（2024年12月11日 - 15日〈予定〉、あうるすぽっと）[60]
- FOLKER（2025年2月14日 - 23日、堂島リバーフォーラム）[61]
- 舞台「日本三國」（2025年7月25日 - 8月3日、シアターH） - 平殿器 役[62]
- 復刻 舞台 増田こうすけ劇場 ギャグマンガ日和 〜奥の細道 地獄のランウェイ編〜（2025年10月31日 - 11月9日〈予定〉、雷5656会館 ときわホール） - 浅野内匠頭 役[63][64]

### テレビアニメ
- 遊☆戯☆王5D's（2008年4月2日 - 2011年3月30日、テレビ東京） - 主人公・不動遊星 役
- ライチ DE 光クラブ（2012年10月1日 - 11月20日、TOKYO MX） - ヤコブ 役
- ピアノの森（2018年5月28日、NHK総合） - 役名なし

### OVA
- 遊☆戯☆王5D's 進化する決闘! スターダストVSレッド・デーモンズ（2008年） - 主人公・不動遊星 役

### ゲーム
- 遊☆戯☆王ファイブディーズ / ゼアル デュエルターミナル（2008年、不動遊星）
- 英国探偵ミステリア（2013年、モラン大佐[65]）
- 英国探偵ミステリア The Crown（2016年、モラン大佐[66]）
- 遊☆戯☆王 ファイブディーズ Wheelie Breakers（2009年、不動遊星）
- 遊☆戯☆王ファイブディーズ タッグフォース4（2009年、不動遊星）
- 遊☆戯☆王ファイブディーズ タッグフォース5（2010年、不動遊星）
- 遊☆戯☆王5D's Duel Transer（2011年、不動遊星）
- 遊☆戯☆王ファイブディーズ タッグフォース6（2011年、不動遊星）
- 遊☆戯☆王デュエルモンスターズ 最強カードバトル!（2016年、不動遊星）
- 遊戯王 デュエルリンクス（2018年、不動遊星）

### デジタルコミック
- ムービングコミック 人形峠（2018年、石上春也）

### イベント
- 今月の宮下雄也（2015年4月 - 2020年4月、ロフトプラスワン）[1][2]
- 宮下雄也30歳誕生日LIVE『みそじ』（2015年9月4日、新宿のルミネtheよしもと）[67]）